# Communications on Pure and Applied Mathematics
Communications on Pure and Applied Mathematics is een internationaal, aan collegiale toetsing onderworpen wetenschappelijk tijdschrift op het gebied van de wiskunde en de toegepaste wiskunde. Het is een van de best geciteerde bladen op dit gebied. De naam wordt in literatuurverwijzingen meestal afgekort tot Comm. Pure Appl. Math. Het wordt uitgegeven door John Wiley & Sons namens het Courant Institute of Mathematical Sciences. Het publiceert voornamelijk overzichtsartikelen die op uitnodiging geschreven worden, en bijdragen van leden van het Courant Institute zelf. Het tijdschrift verschijnt maandelijks; het eerste nummer verscheen in 1948.